# Iris Vennema
Iris Vennema (Groningen, 1 de setembre de 2004) és una jugadora de bàsquet neerlandesa que des de l'estiu de 2024 juga a la màxima categoria del bàsquet espanyol a les files del Club Joventut Badalona.

## Carrera esportiva
Va començar a jugar de manera professional l'any 2020 al BC Triple Threat de la lliga neerlandesa. L’any 2022 fitxa pel Dozy BV Den Helder, també holandès, abans de fitxar l'estiu de 2023 per l'Azul Marino Viajes Mallorca de la Lliga Femenina Challenge. La temporada 2024-25 fitxa pel Club Joventut Badalona, equip acabat d'ascendir a la Lliga Femenina.
És internacional absoluta amb els Països Baixos des de 2023. Va ser Campiona d’Europa B poc abans de fitxar pel Joventut, sent una de les jugadores més destacades amb 14’5 punts i 3’8 rebots per partit.